# Thad Cochran
William Thad Cochran, född 7 december 1937 i Pontotoc, Mississippi, död 30 maj 2019 i Oxford, Mississippi, var en amerikansk republikansk politiker. Han var ledamot av USA:s senat från Mississippi sedan december 1978 fram tills 1 april 2018.
Cochran var ledamot av USA:s representanthus 1973-1978. I sin ungdom var han aktiv demokrat men blev republikan redan i slutet av 1960-talet. 
Cochran utexaminerades 1959 från University of Mississippi med psykologi som huvudämne och statsvetenskap som biämne. Han tjänstgjorde sedan 1959-1961 i USA:s flotta. Han avlade 1965 juristexamen vid University of Mississippi School of Law.
Den 5 mars 2018 meddelade Cochran att han skulle avgå från senaten den 1 april av hälsoskäl. Han är en av de längsta tjänstgörande medlemmarna av kongressen i historien.
År 1964 gifte han sig med Rose Clayton, som dog 2014. Paret hade två barn. Den 23 maj 2015 gifte Cochran om sig med sin assistent sedan lång tid Kay Webber.